# Юрино (Глебовское сельское поселение)
В Рыбинском районе есть ещё одна деревня Юрино, в Судоверфском сельском поселении.
Юрино — деревня в Глебовском сельском округе Глебовского сельского поселения Рыбинского района Ярославской области .
Деревня  расположена в юго-западной части Глебовского сельского поселения, к югу от железной дороги Рыбинск—Сонково и юго-западу от железнодорожной станции Кобостово. Она расположилась вдоль правого берега Волги, выше устья ручья Кипенка. К югу, выше по течению на берегу Волги стоит деревня Бабурино, самая южная деревня сельского поселения. Южнее следуют деревни Покровского сельского поселения. К северу от Юрино, немного в стороне от Волги на правом берегу Кипенки расположена деревня Мартынцево. Выше по течению ручья, к северо-востоку от стоит деревня Беглецово, расположенная на автомобильной дороге Николо-Корма—Глебово. В окрестностях деревни садоводческие товарищества .
Деревня Юрина указана на плане Генерального межевания Рыбинского уезда 1792 года.
На 1 января 2007 года в деревне не числилось постоянных жителей. Почтовое отделение, расположенное в посёлке железнодорожной станции Кобостово, обслуживает в деревне Юрино 17 домов .